# Dermapteridae
Dermapteridae (лат.) — вымершее семейство уховёрток. Известно с позднего триаса до среднего мелового периода. Оно является частью вымершего подотряда Archidermaptera, наряду с Protodiplatyidae и Turanoviidae. Впервые оно было описано как подсемейство Вишняковой в 1980 году и повышено до статуса семейства Энгелем в 2003 году без обсуждения среди специалистов.

## Роды
- †Brevicula Whalley, 1985 формация Charmouth Mudstone, Великобритания, ранний триас (Синемюрский ярус)
- †Dacryoderma Engel, 2021 формация Charmouth Mudstone, Великобритания, (Синемюрский ярус)
- †Dermapteron Martynov, 1925 Карабастауская свита, Казахстан, средняя-поздняя юра (Келловейский ярус/Оксфордский ярус)
- †Dimapteron Kelly et al. 2018 формация Durlston, Великобритания, ранний мед (Берриасский ярус)
- †Jurassimedeola Zhang, 2002 формация Haifanggou, Китай, Келловейский ярус
- †Palaeodermapteron Zhao et al. 2011 формация Haifanggou, Китай, Келловейский ярус
- †Phanerogramma Cockerell, 1915формация Blackstone, Австралия, поздний триас (Норийский ярус), формация Westbury, формация Lilstock, Великобритания, ранний триас (Рэтский ярус), формация Blue Lias, Великобритания, ранний триас (Геттангский ярус)
- †Sinopalaeodermata Zhang, 2002 формация Haifanggou, Китай, Келловейский ярус
- †Trivenapteron Kelly et al. 2018 формация Beacon Limestone, Великобритания, ранний триас (Тоарский ярус)
- †Valdopteron Kelly et al. 2018 формация Weald Clay, Великобритания, ранний триас (Барремский ярус)